# Nekropola Sadytów

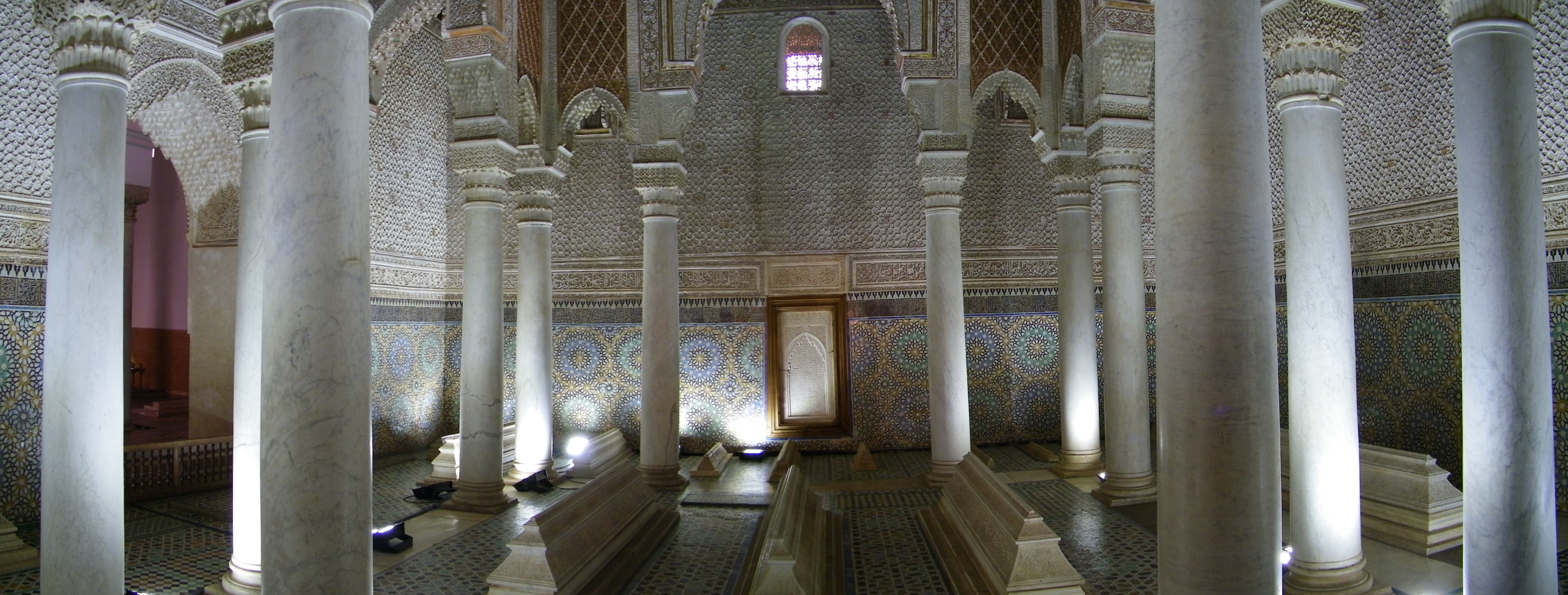
Komora dwunastu kolumn - nekropolia Sadytów. Środkowe największe grobowce należą do sułtanów: Muhammada al-Sheikh al-Saghir (z lewej), Ahmada al-Mansur (w środku), Zidane'a Abu Maali (z prawej).

Nekropolia Sadytów (arab. ضريح السعديين, fr. Tombeaux Saadiens) – nekropolia w Marrakeszu, składająca się z dwóch mauzoleów, dziedzińca i ogrodów, pierwotnie przeznaczona dla władców z dynastii marynidzkiej.
Bogato zdobione grobowce dzisiaj to miejsce spoczynku książąt z dynastii Saadytów i znakomity przykład architektury arabskiej. Najstarszy zachowany grób cmentarzyska datowany jest na rok 1557.
Większość budowli powstała (lub została przebudowana) na polecenia sułtana Ahmada I al-Mansura (Zwycięzcy) w XVI wieku. Jego domniemane miejsce pochówku, w pokrytej płaskorzeźbami i mozaikami sali o 12 kolumnach stanowi największą atrakcję nekropolii.
Grobowce zostały w XVII wieku zamurowane przez Mulaja Ismaila. Ukryte przez blisko dwieście lat za wysokim murem niszczały aż do ponownego odkrycia przez Francuzów podczas przelotu samolotem nad miastem.

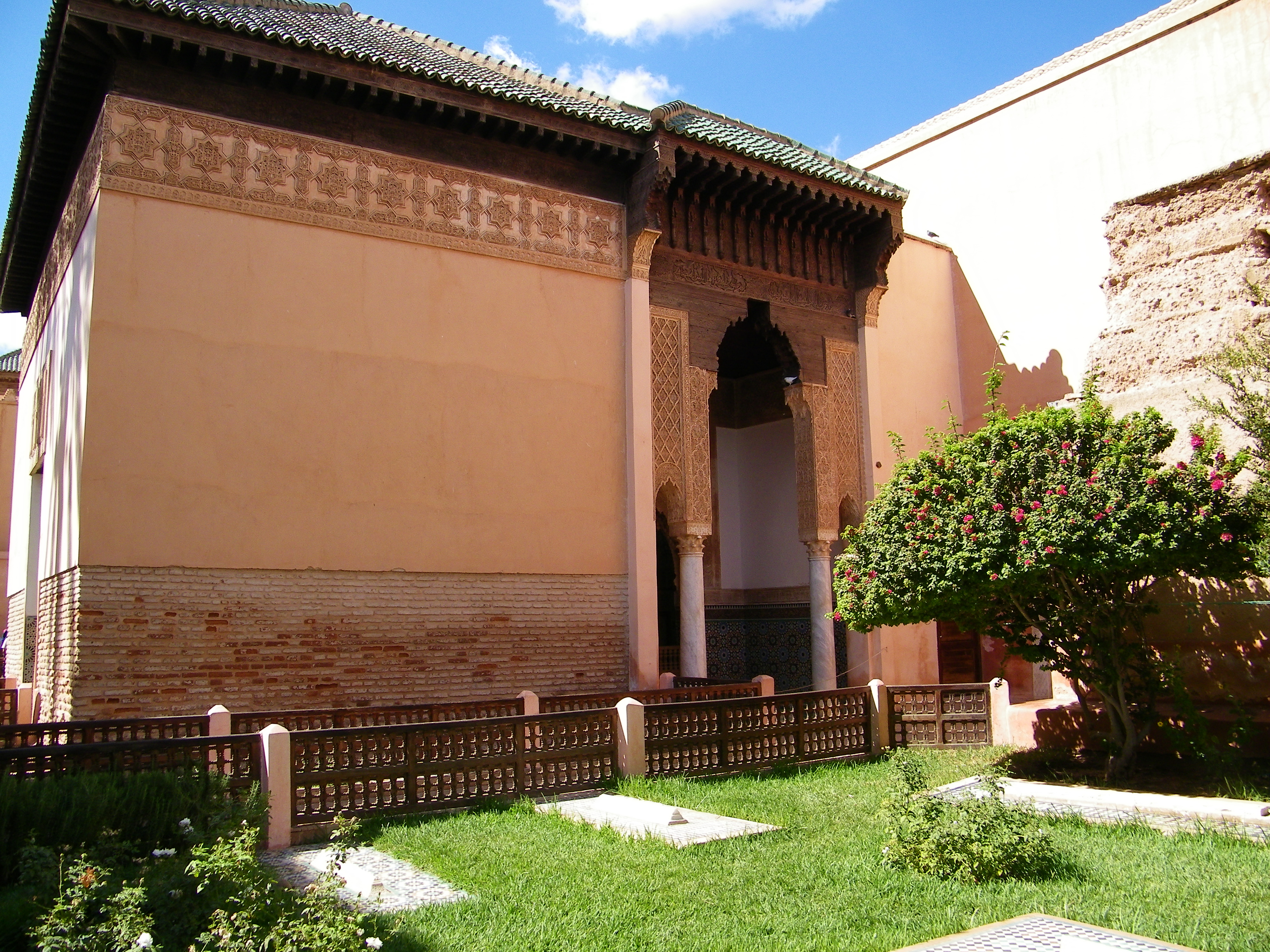
Wielkie mauzoleum i mauzoleum Muhammada Al-Sheikh i Lalla Masuda w środkowo - wschodniej części nekropolii Sadytów
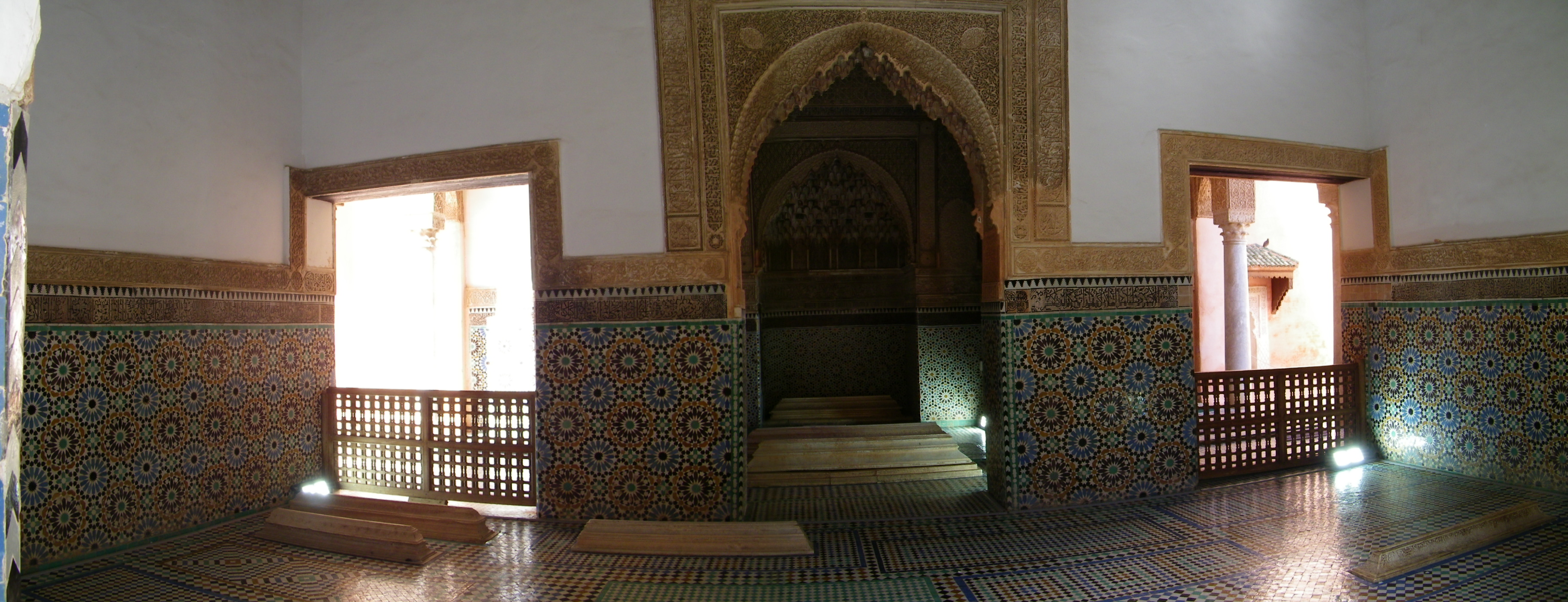
Wnętrze mauzoleum Muhammada Al-Sheikha i Lalla Masuda, położone w środkowej części nekropoli Sadytów
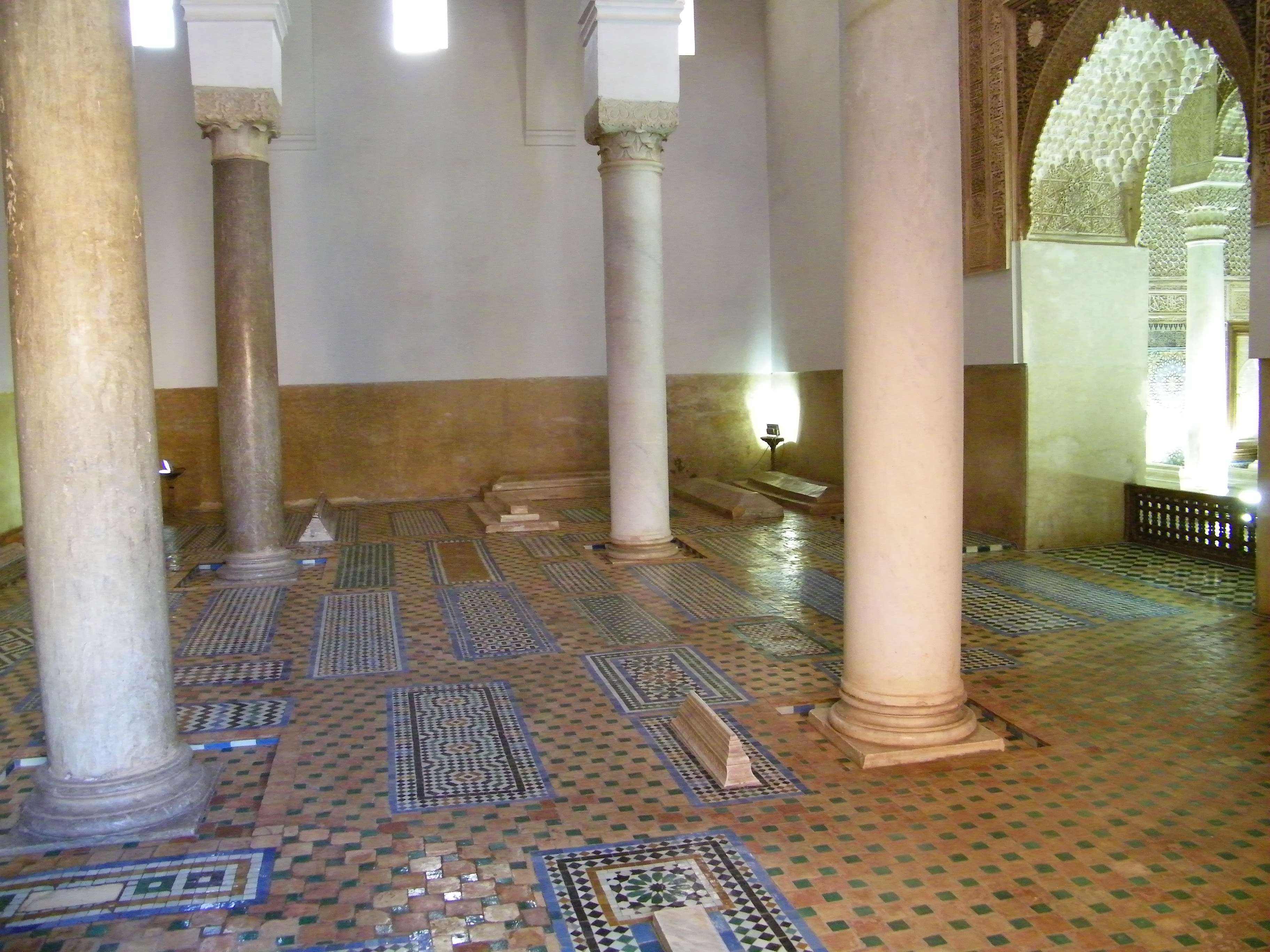
Mauzoleum Mihrab położone obok komory dwunastu kolumn